# Paratropididae
Paratropididae es una pequeña familia de arañas migalomorfas, que forman parte de la superfamilia (Theraphosoidea).

## Sistemática
Categorización en 2 subfamilias según Joel Hallan.
- Glabropelmatinae Raven, 1985

- Melloina Brignoli, 1985

- Melloina gracilis (Schenkel, 1953)  (Venezuela)
- Melloina rickwesti Raven, 1999 (Panamá)

- Paratropidinae Simon, 1889

- Anisaspis Simon, 1891

- Anisaspis tuberculata Simon, 1891  (St. Vincent)

- Anisaspoides F. O. P-Cambridge, 1896

- Anisaspoides gigantea F. O. P.-Cambridge, 1896  (Brasil)

- Paratropis Simon, 1889

- Paratropis papilligera F. O. P.-Cambridge, 1896 (Brasil)
- Paratropis sanguinea Mello-Leitão, 1923 (Brasil)
- Paratropis scruposa Simon, 1889  (Perú)
- Paratropis seminermis Caporiacco, 1955 (Venezuela)